# Epimeria frankei
Epimeria frankei ist eine Art der Flohkrebse aus der Gattung Epimeria. Die etwa 2 cm langen, bräunlichen Flohkrebse bewohnen die Flachwasser- bis Tiefseezonen des Mittelmeers sowie des östlichen Atlantiks bis in die südliche Nordsee. Womöglich sind sie wie andere Arten der Gattung auf dem Meeresgrund mit Tiefseekorallen, Hydrozoen und Seegurken vergesellschaftet; über ihre Ökologie ist jedoch kaum etwas bekannt.
Lange Zeit wurde Epimeria frankei gemeinsam mit Epimeria cornigera in eine gemeinsame Art gestellt, deren Verbreitung von den arktischen Gefilden des Atlantiks bis ins Mittelmeer reichte. Molekularbiologische Untersuchungen ergaben jedoch eine deutliche genetische Divergenz, die dafür spricht, zwischen einer südlichen und einer nördlichen Art zu unterscheiden.

## Merkmale
Epimeria frankei wird etwa 19 mm lang, wobei Weibchen im Schnitt größer ausfallen als Männchen. Die Tiere sind gleichmäßig graubraun gefärbt, was sie von der nahe verwandten E. cornigera unterscheidet, die eine rot-weiße Streifenzeichnung aufweist. Die Peraeonplatten des Thorax weisen auf dem sechsten und siebten, selten auch auf dem fünften Peraeonit einen dorsalen Zahnfortsatz auf. Die Coxalplatten greifen wie bei allen Epimeria-Arten in einander, was den Tieren in eingerolltem Zustand wohl zur Verteidigung gegen Fressfeinde dient. Das dritte Urosomit besitzt einen senkrechten Fortsatz, der gegenüber E- cornigera diagnostisch ist. Die roten Augen der Art sind groß, rund und treten deutlich aus dem Kopf hervor.

## Verbreitung und Ökologie

Vermutetes Verbreitungsgebiet von Epimeria frankei. Die Art kommt in mäßig warmen Gewässern von den Britischen Inseln bis in die Adria vor.

Epimeria frankei konnten anhand morphologischer Beschreibungen und molekulargenetischer Analysen verschiedene historische und aktuelle Funde zugeordnet werden, die sich vom Ligurischen Meer bis vor die Nordküste Schottlands erstrecken und ursprünglich als E. cornigera bestimmt wurden. Bei einigen Funden der Vergangenheit gibt es aber aufgrund unvollständiger Angaben keine letztgültige Gewissheit über die Artzugehörigkeit, sodass etwa Funde aus dem Adriatischen Meer nur aufgrund der großen Verbreitungslücke zu den nächsten sicheren E.-cornigera-Nachweisen in der Nordsee bestimmt werden konnten.
Das vermutete Verbreitungsgebiet von Epimeria frankei erstreckt sich von der Adria um die Italienische Halbinsel ins Tyrrhenische und Ligurische Meer bis nach Gibraltar. Von dort folgt es vermutlich der Küstenregio der Iberischen Halbinsel und umfasst im Norden den Golf von Biskaya sowie die Britischen Inseln. Nordöstlich von Schottland wurde die Art bis knapp vor der norwegischen Küste nachgewiesen. In der Region rund um die schottische Küste kommt die Art sympatrisch mit E. cornigera vor.
Über die Ökologie der Tiere ist, wie bei den meisten Arten der Gattung, kaum etwas bekannt. Vermutet wird, dass sie hauptsächlich den Meeresgrund bewohnt und dort mit Korallen, Hydrozoen und Seegurken vergesellschaftet ist.

## Systematik und Taxonomie
Über die letzten 350 Jahre wurde Epimeria frankei in eine weit gefasste Art Epimeria cornigera gestellt, die sowohl braune als auch rötliche Individuen umfasste und deren Verbreitung von der Adria bis in arktische Gewässer reichte. 2013 wurden verschiedene Epimeria-Exemplare westlich von Bergen gefangen und auf die CO1-Sequenz ihrer mtDNA untersucht. Die Analyse ergab eine Divergenz von 8,69–11,81 % der Basenpaare, was im Bereich der durchschnittlichen Unterschiede zwischen anderen Arten der Gattung liegt. Gemeinsam mit konsistenten farblichen und anatomischen Unterschieden veranlasste eine Gruppe Forscher um den Meeresbiologen Jan Beermann, die südlichere Population in einer eigenen Art Epimeria frankei Beermann & Raupach, 2018 abzutrennen. Als Epithet für die neue Art wählte Beermann frankei zu Ehren seines langjährigen Mentors Heinz-Dieter Franke.
Epimeria frankei steht als Schwesterart der nahe verwandten E. cornigera, mit der sie sich in der Nordsee den Lebensraum teilt, relativ basal in der Gattung Epimeria. Die Schwesterklade der beiden Arten bilden E. bruuni und E. horstii; gemeinsam stehen alle vier Arten dem Rest der Gattung gegenüber.

## Verweise